# Canadian Vickers Vedette
Die Canadian Vickers Vedette („Vorposten“) war ein als Doppeldecker ausgelegtes Flugboot des kanadischen Herstellers Canadian Vickers. Sie war das erste in Kanada entworfene und gebaute Flugzeug und entsprach den besonderen Bedingungen des Landes. Die Vedette entstand im Auftrag der Royal Canadian Air Force (RCAF) als kleineres Gegenstück zur Vickers Viking, um vorwiegend im Waldschutz eingesetzt zu werden. Die meisten topografischen Karten des Landes basieren auf Fotografien, die mit einem dieser Flugzeuge aufgenommen wurden.

## Entwurf
Die Canadian Vickers Vedette war mit zwei bis drei Sitzen ausgestattet und wurde durch einen Druckpropeller angetrieben. Der Entwurf entstand Anfang 1924 und stammte vom britischen Konstrukteur R. K. Pierson. Der Prototyp Vedette I verfügte über einen Rolls-Royce-Falcon-III-Motor und absolvierte seinen Erstflug am 4. November 1924. Später wurden zu Testzwecken die Motoren Wolseley Viper, Wright J-4 und Armstrong Siddeley Lynx eingebaut.
Es entstanden mehrere Varianten der Vedette, darunter zwei als Amphibienflugzeuge ausgelegte Versionen und ein Typ mit Ganzmetallrumpf. Die mit hölzernem Rumpf versehenen Maschinen hatten häufig mit Lecks zu kämpfen. Bis 1930 entstanden von allen Varianten insgesamt 60 Exemplare.
Auf der Vedette beruhten mehrere Nachfolgemodelle, so der Eindecker Vista, die zweimotorigen Varuna und Vancouver sowie das Schwimmerflugzeug Vanessa.

## Einsatz
Das erste Serienmodell diente der Fairchild Aerial Surveys als Vermessungsflugzeug. Die meisten gebauten Flugzeuge kamen in den Besitz der RCAF. Zu den wichtigsten Aufgaben zählte die fotografische Landvermessung in bisher nicht kartografierten Landesteilen. Diese zu Beginn des Zweiten Weltkrieges unterbrochene Arbeit wurde nach Kriegsende von moderneren Flugzeugen abgeschlossen. Die an den Küsten stationierten Flugzeuge der RCAF und der Western Canada Airways dienten dem Fischereischutz und der Schmuggelbekämpfung.
Die RCAF erwarb 1925 eine mit einem Wright J-4 motorisierte Vedette I und in den folgenden Jahren achtzehn mit Armstrong-Siddeley Lynx IV-Antrieben ausgestattete Vedette II. Diese Maschinen wurden noch vor dem Zweiten Weltkrieg außer Dienst gestellt. Ab 1929 erhielt die RCAF dreizehn Vedette V mit höherem Startgewicht sowie elf verbesserte Vedette VA. Eine vereinzelte Vedette VI mit einem Wright J-6-Motor besaß einen Metallrumpf und ein geschlossenes Cockpit. Später wurde eine Vedette V umgebaut und ebenfalls mit einem Metallrumpf ausgestattet.
Die Regierungen der Provinzen Ontario, Manitoba und Saskatchewan beschafften mehrere Vedette, um sie zur Suche nach Waldbränden einzusetzen.
Sechs Vedette V mit Wright J-5-Antrieben gingen nach Chile, wo mit ihnen eine Luftverbindung zwischen Santiago und Puerto Montt eingerichtet wurde.

## Nutzer
- Kanada
  - Royal Canadian Air Force (45)
  - Fairchild Aerial Surveys (1)
  - Manitoba (Government) Air Service (7)
  - Ontario Provincial Air Service (2)
  - Regierung von Saskatchewan (5)
  - Western Canada Airways (1)
  - Canadian Airways (1)

- Chile
  - Servicio de Aviacion Naval de Chile (6)

## Versionen
- Vedette I – Prototyp, nacheinander mit den Motoren Rolls-Royce Falcon III, Wolseley Viper, Wright J-4 und Armstrong Siddeley Lynx ausgestattet
- Vedette II – Serienmodell mit verbessertem Leitwerk und kleinen Veränderungen
- Vedette III & IV – geplante Transportvarianten
- Vedette V – Amphibienflugzeug, nur teilweise mit Rädern ausgeliefert
- Vedette Va – Vedette V mit verbesserten Vorflügeln
- Vedette Vam – umgebaute Vedette V mit Metallrumpf
- Vedette VI – Variante mit Metallrumpf und verbesserten Vorflügeln
- Vassal I – geplante Version mit verbesserten Tragflächen

## Technische Daten

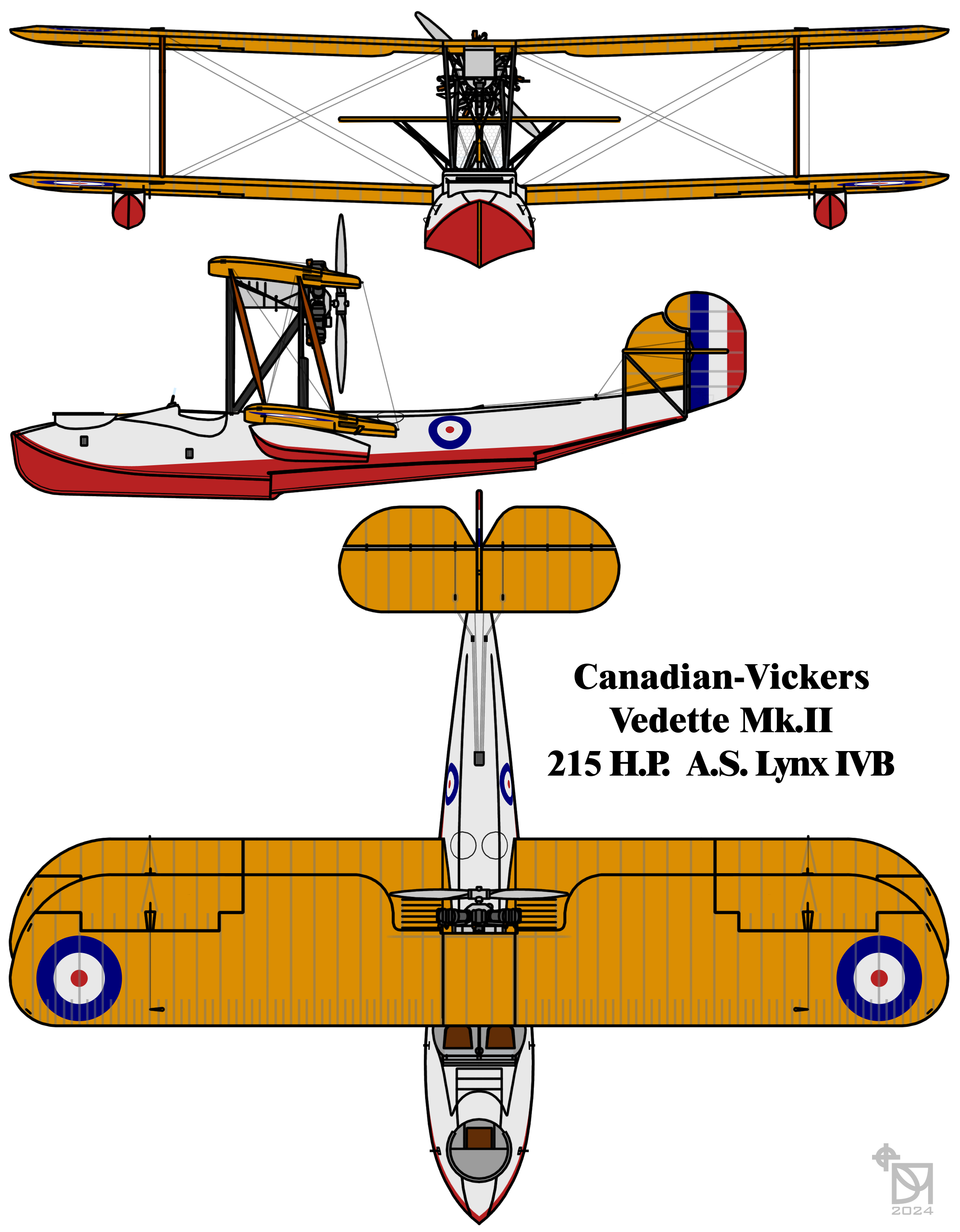
Dreiseitenansicht Vedette

| Kenngröße             | Daten Vedette II                                              |
| --------------------- | ------------------------------------------------------------- |
| Besatzung             | 2–3                                                           |
| Länge                 | 10,00 m                                                       |
| Spannweite            | 12,80 m                                                       |
| Höhe                  | 3,40 m                                                        |
| Nutzlast              | ? kg                                                          |
| Leermasse             | 882 kg                                                        |
| Startmasse            | 1816 kg                                                       |
| Höchstgeschwindigkeit | 153 km/h                                                      |
| Dienstgipfelhöhe      | 3960 m                                                        |
| Triebwerke            | 1× Wright J-4 oder Wright J-5 oder Armstrong-Siddeley Lynx IV |